# جوزوف داجيتش
جوزوف داجيتش مواليد 21 أغسطس 1984 في دوبوي، جمهورية يوغوسلافيا الاشتراكية الاتحادية، هو لاعب كرة قدم بوسني. يلعب كمهاجم. مثّل منتخب البوسنة والهرسك لكرة القدم.

## المسيرة الاحترافية

### أندية لعب لها
- نادي فيديوتون
- جونبك هيونداي موتورز
- نادي سلوبودا توزلا
- نادي مجموعة شانغهاي الدولية للموانئ
- نادي فاساس

## وصلات خارجية
- جوزوف داجيتش على موقع دوري كوريا الجنوبية (الإنجليزية)
- جوزوف داجيتش على موقع قاعدة بيانات كرة القدم.إي يو (الإنجليزية)
- جوزوف داجيتش على موقع ناشيونال فوتبول تيمز (الإنجليزية)
- جوزوف داجيتش على موقع Soccerway.com (الإنجليزية)

- الموقع الرسمي